# Banabil
Banabil (tiếng Ả Rập: بنابل, cũng đánh vần là Benabel hoặc Bnabel) là một ngôi làng ở phía tây bắc Syria, một phần hành chính của huyện Harem của Tỉnh Idlib. Các địa phương gần đó bao gồm Harem ở phía tây, Qalb Loze ở phía nam và thành phố Reyhanli của Thổ Nhĩ Kỳ ở phía bắc. Theo Cục Thống kê Trung ương Syria, Banabil có dân số 542 người trong cuộc điều tra dân số năm 2004. Cư dân của nó chủ yếu là Druze.